# Allenella formalis
Allenella formalis är en snäckart som beskrevs av Tom Iredale 1944. Allenella formalis ingår i släktet Allenella och familjen punktsnäckor.

## Underarter
Arten delas in i följande underarter:
- A. f. formalis
- A. f. planorum